# Wetmorella albofasciata
Wetmorella albofasciata es una especie de peces de la familia Labridae en el orden de los Perciformes.

## Morfología
Los machos pueden llegar alcanzar los 6 cm de longitud total.

## Distribución geográfica
Se encuentra desde el África Oriental hasta las Hawaii, las Islas de la Sociedad y la Gran Barrera de Coral. También en las Islas Marshall (Micronesia ).